# Rosette Ndongo Mengolo
Rosette Marie Ndongo Mengolo (épouse Mboutchouang) est une femme politique camerounaise. Elle est l'ancienne maire de la ville de Bangou (Cameroun). Elle est aussi la mère de la Première dame Chantal Biya.

## Biographie

### Mannequinat
Rosette Ndongo Mengolo-Mboutchouang est Miss Bertoua 1967 et Reine de la Beauté à l'Est.

### Carrière
Rosette Ndongo Mengolo-Mboutchouang devient maire de Bangou en 2007, elle est réélue en 2013.

## Vie privée
Rosette Ndongo Mengolo-Mboutchouang est la mère de Chantal Vigouroux, qui est née à Dimako (province de l'Est). Le père, Georges Vigouroux, est alors employé de la Société forestière et industrielle de Bélabo. Elle devient épouse de Mboutchouang[pas clair]. Elle meurt le 2 octobre 2014 et est enterrée à Mvomeka'a, où les funérailles sont organisées,,.